# Economía de los Países Bajos
Países Bajos posee una economía altamente desarrollada que tiene como características relaciones industriales estables, un bajo desempleo, un expresivo superávit en la balanza comercial, y que desempeña un rol clave en la economía de Europa como un importante centro comercial. Durante el siglo XVII, los Países Bajos se transformaron en la principal potencia comercial del mundo, debido a su estratégica ubicación sobre el continente europeo, pero sobre todo gracias al inmenso Imperio colonial que esta pequeña nación logró construir tanto en Asia como en América.
Su economía es abierta, y el gobierno ha reducido el papel que en ella desempeña desde los años 80. La actividad industrial se desenvuelve predominantemente en el procesamiento alimenticio, en las industrias químicas, en el refinamiento de petróleo y en maquinaria eléctrica. Un sector agrícola altamente mecanizado emplea solo cerca de 2% de la mano de obra pero genera grandes excedentes para la industria alimenticia y para la exportación. El país se sitúa en la tercera posición mundial en el valor de las exportaciones agrícolas, detrás de los Estados Unidos y de  Francia. Los Países Bajos tuvieron éxito en resolver los problemas de las finanzas públicas y de la estagnación del crecimiento del empleo mucho antes que sus compañeros europeos.
Actualmente, algunas compañías neerlandesas se hicieron grandes multinacionales, como la petrolífera Royal Dutch Shell, que tiene como copropietario el Reino Unido, el banco ABN AMRO, la empresa de electrónicos de consumo Philips, la cervecería Heineken, la empresa anglo-neerlandesa de bienes de consumo Unilever y la empresa aérea KLM. A pesar de haber perdido la mayor parte de sus posesiones de ultramar, el país mantiene su estatus de potencia comercial y aun posee el puerto marítimo de mayor movimiento en el mundo.

## Sector primero

### Agricultura
Los Países Bajos produjeron, en 2023:
- 6,943 millones de toneladas de remolacha azucarera, que se utiliza para producir azúcar y etanol;
- 6,492 millones de toneladas de papa (décimo productor mundial)
- 1,605 millones de toneladas de cebolla;
- 1,097 millones de toneladas de trigo;
- 726 mil toneladas de tomates;
- 486 mil toneladas de zanahoria;
- 426 mil toneladas de pepino;
- 420 mil toneladas de pimienta;
- 354 mil toneladas de pera;
- 260 mil toneladas de col
- 230 mil toneladas de cebada;
- 205 mil toneladas de hongo y trufa;
- 198 mil toneladas de manzana;
- 151 mil toneladas de maíz;
- 147 mil toneladas de lechuga;

Además de producciones más pequeñas de otros productos agrícolas.
Los Países Bajos, sin embargo, son el tercer mayor importador de productos de Brasil. El país revende productos agrícolas de Brasil a precios más caros al mercado europeo, que es altamente proteccionista y cerrado.

## Comercio exterior

### Importaciones
Se presentan a continuación las mercancías de mayor peso en las importaciones de los Países Bajos para el período 2010-hasta abril de 2015. Las cifras están expresadas en dólares estadounidenses valor FOB.
| Fecha Mercadería por capítulo arancelario | 2010            | 2011            | 2012            | 2013            | 2014            | enero-abril de 2015 |
| --- | --------------- | --------------- | --------------- | --------------- | --------------- | ------------------- |
| 27 - combustibles minerales, aceites minerales y productos de su destilación; materias bituminosas; ceras minerales                                                                                  | 87.844.575.739  | 115.880.438.572 | 138.625.700.923 | 132.635.209.738 | 116.443.962.162 | 21.176.559.219      |
| 84 - calderas, máquinas, aparatos y artefactos mecánicos; partes de estas máquinas o aparatos | 66.084.715.067  | 70.347.113.986  | 69.751.253.285  | 67.675.439.507  | 65.758.524.892  | 16.571.730.843      |
| 85 - máquinas, aparatos y material eléctrico, y sus partes | 59.091.902.096  | 61.335.334.519  | 61.412.194.234  | 61.203.470.070  | 62.629.359.100  | 19.234.419.030      |
| 87 - vehículos automóviles, tractores, velocípedos y demás vehículos terrestres, sus partes y accesorios                                                                                             | 19.079.986.968  | 25.792.413.850  | 22.428.473.996  | 22.535.279.983  | 22.381.324.265  | 5.545.679.235       |
| 90 - instrumentos y aparatos de óptica, fotografía o cinematografía, de medida, control o precisión; instrumentos y aparatos medicoquirurgicos; partes y accesorios de estos instrumentos o aparatos | 15.894.997.498  | 17.429.536.022  | 18.558.274.022  | 19.793.736.542  | 19.871.727.752  | 5.443.051.931       |
| 29 - productos químicos orgánicos | 13.401.430.367  | 16.917.066.083  | 17.554.120.475  | 18.830.072.945  | 16.316.138.596  | 4.228.699.759       |
| 30 - medicamentos envasados | 10.407.790.699  | 11.390.102.061  | 12.561.205.668  | 14.770.125.530  | 13.826.488.638  | 5.866.335.743       |
| 72 - hierro y acero de fundición | 11.289.745.133  | 13.891.907.670  | 11.780.689.251  | 9.426.669.260   | 10.161.894.906  | 2.611.166.916       |
| 39 - plásticos y sus derivados | 9.837.266.740   | 11.184.200.149  | 11.142.199.627  | 11.754.568.664  | 12.050.012.774  | 3.055.328.720       |
| 76 - aluminio y sus manufacturas | 6.462.366.831   | 7.621.931.858   | 6.603.778.866   | 5.708.976.549   | 7.608.222.933   | 1.817.260.521       |
| Demás capítulos | 133.845.253.923 | 153.215.468.709 | 143.931.788.688 | 144.679.085.617 | 150.870.755.365 | 38.722.639.163      |
| Total | 433.240.031.061 | 505.005.513.480 | 514.349.679.034 | 509.012.634.404 | 497.918.411.382 | 124.272.871.081     |

### Exportaciones
Se presentan a continuación los principales socios comerciales de los Países Bajos para el período 2010-hasta abril de 2015. La mayoría de sus importadores están en Europa salvo Estados Unidos y China. Las cifras expresadas son en dólares estadounidenses valor FOB.

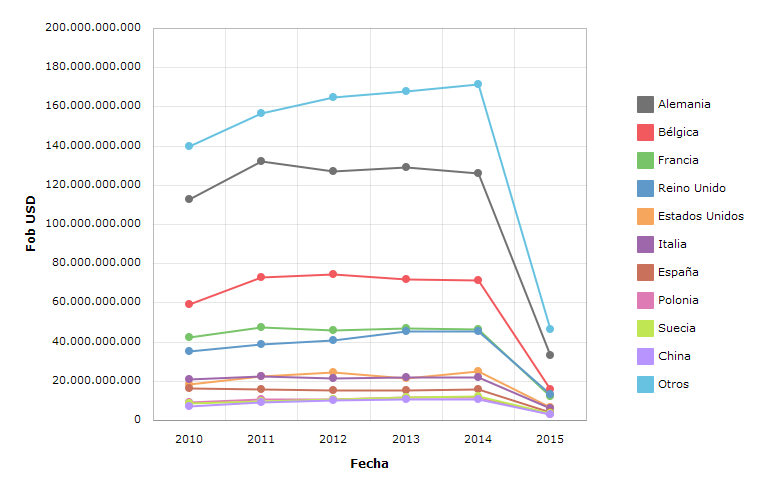
Exportaciones de los Países Bajos del periodo 2010-hasta abril de 2015 medidas en valor FOB

| Fecha País importador | 2010            | 2011            | 2012            | 2013            | 2014            | enero-abril de 2015 |
| --------------------- | --------------- | --------------- | --------------- | --------------- | --------------- | ------------------- |
| Alemania              | 112.681.316.575 | 132.070.604.490 | 127.165.148.231 | 128.852.158.919 | 126.248.090.735 | 33.402.388.167      |
| Bélgica               | 59.317.318.614  | 73.118.163.788  | 74.491.643.978  | 71.701.301.497  | 71.312.214.722  | 15.767.475.255      |
| Francia               | 42.423.252.879  | 47.634.585.211  | 46.084.776.082  | 46.971.345.924  | 46.338.827.284  | 11.990.468.907      |
| Reino Unido           | 35.094.793.600  | 38.783.992.416  | 40.829.354.137  | 45.528.834.308  | 45.255.386.406  | 13.408.416.980      |
| Estados Unidos        | 18.195.271.715  | 22.497.872.147  | 24.437.619.431  | 21.446.587.871  | 24.776.505.234  | 6.771.135.395       |
| Italia                | 20.920.159.078  | 22.650.416.340  | 21.458.282.193  | 21.848.409.360  | 21.744.557.141  | 5.877.424.598       |
| España                | 16.469.595.118  | 16.030.393.530  | 15.096.095.543  | 15.135.269.641  | 15.792.591.197  | 4.318.645.343       |
| Polonia               | 9.295.285.102   | 10.668.364.580  | 10.508.833.466  | 11.483.513.135  | 11.817.155.316  | 3.194.347.199       |
| Suecia                | 8.734.977.484   | 9.840.727.548   | 10.639.585.343  | 11.721.464.197  | 12.099.023.050  | 3.359.043.520       |
| China                 | 7.071.821.218   | 9.083.763.045   | 10.104.964.225  | 10.917.614.055  | 10.885.245.748  | 2.991.312.090       |
| Resto del mundo       | 140.018.089.661 | 156.847.349.072 | 165.024.990.366 | 167.989.292.104 | 171.254.492.581 | 46.420.274.174      |
| Total                 | 470.221.881.044 | 539.226.232.166 | 545.841.292.995 | 553.595.791.011 | 557.524.089.415 | 147.500.931.627     |